# Acacianismo
Os acacianos foram os bispos orientais que assumiram uma posição moderada na controvérsia ariana. Eles receberam esta alcunha porque sua posição teológica havia sido defendida por Acácio de Cesareia. Os acacianos associaram-se, pois, a uma quarta tendência cristológica: além dos anomoeanos, dos homousianos, e dos homoiosianos, eles defendiam uma fórmula que definisse Filho semelhante ao Pai, mas de acordo com as Escrituras. São também chamados, atualmente, de homeus.
Este grupo não deve ser confundido com outro, liderado por Acácio de Constantinopla, que se separou da Igreja durante a controvérsia monofisista no chamado cisma acaciano.